# Ioannis Paraskevopulos
Ioannis Paraskevopulos (en griego: Ιωάννης Παρασκευόπουλος) (1900, Lavda, Grecia-1984), era un banquero y un político griego. Sirvió brevemente dos veces como primer ministro de Grecia, primero en 1964, luego en 1966 durante el periodo conocido como Apostasía de 1965.
Fue miembro del gabinete del Arzobispo Damaskinos en 1945, y ministro en el gobierno de Dimitrios Kiusopulos en 1952. Era miembro del partido Unión del Centro (EK) de Georgios Papandreu. El 22 de diciembre de 1966, el rey Constantino II le nombró primer ministro en sustitución de Stephanos Stephanopulos.
El rey Constantino convocó a reuniones a las principales formaciones políticas griegas,debido a la falta de consenso en el parlamento para sacar adelante un gobierno estable. A estas reuniones acudieron , el líder del EK, George Papandreou, y el líder de derecha,  para sacar un acuerdo para formar gobierno estable. A estas reuniones acudieron los principales líderes de las distintas formaciones políticas, como George Papandreu y Panagiotis Kanellopulos. De estas reuniones salió el acuerdo de la convocatoria de elecciones generales para el 27 de mayo de 1967. 
El Rey propone un gobierno tecnócrata, y propone a Ioannis Paraskevopulos, quién recibirá  el apoyo de George Papandreu y de Panagiotis Kanellopulos.
En el acuerdo firmado, George Papandreu se comprometió a levantar la inmunidad de su hijo, después de la aparición de una nueva organización secreta, vinculada a ASPIDA, llamada IDEA, donde Andreas aparece como principal responsable. La relación padre -hijo, se rompió, George pidió como condición para asistir a las reuniones que no trascendiera a los medios.  Y es que el político, se comprometió a levantar la inmunidad de su hijo, para que fuera investigado por los hechos que se le imputaban. 
El 5 de abril de 1965, Panagiotis Kanellopulos, líder del partido conservador ERE, presentó una moción de confianza contra el gobierno tecnócrata, quitando le su apoyo parlamentario, y siendo propuesto como primer ministro hasta las elecciones. Esta fue la  condición del político para dar el voto a favor del acuerdo electoral en 1966. Fue nombrado primer ministro.  
Ioannis Paraskevopulos, abandonó la vida política, y se dedicó al ámbito económico.